# Ardisia bamendae
Ardisia bamendae är en viveväxtart som beskrevs av Martin Roy Cheek. Ardisia bamendae ingår i släktet Ardisia och familjen viveväxter. Inga underarter finns listade i Catalogue of Life.